# Іонік (архітектура)

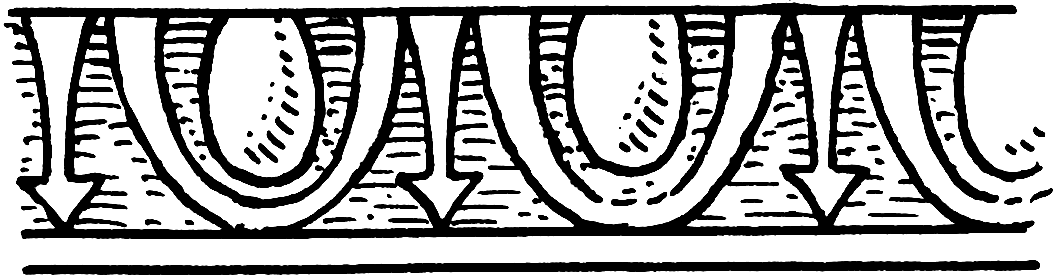
Іоніки

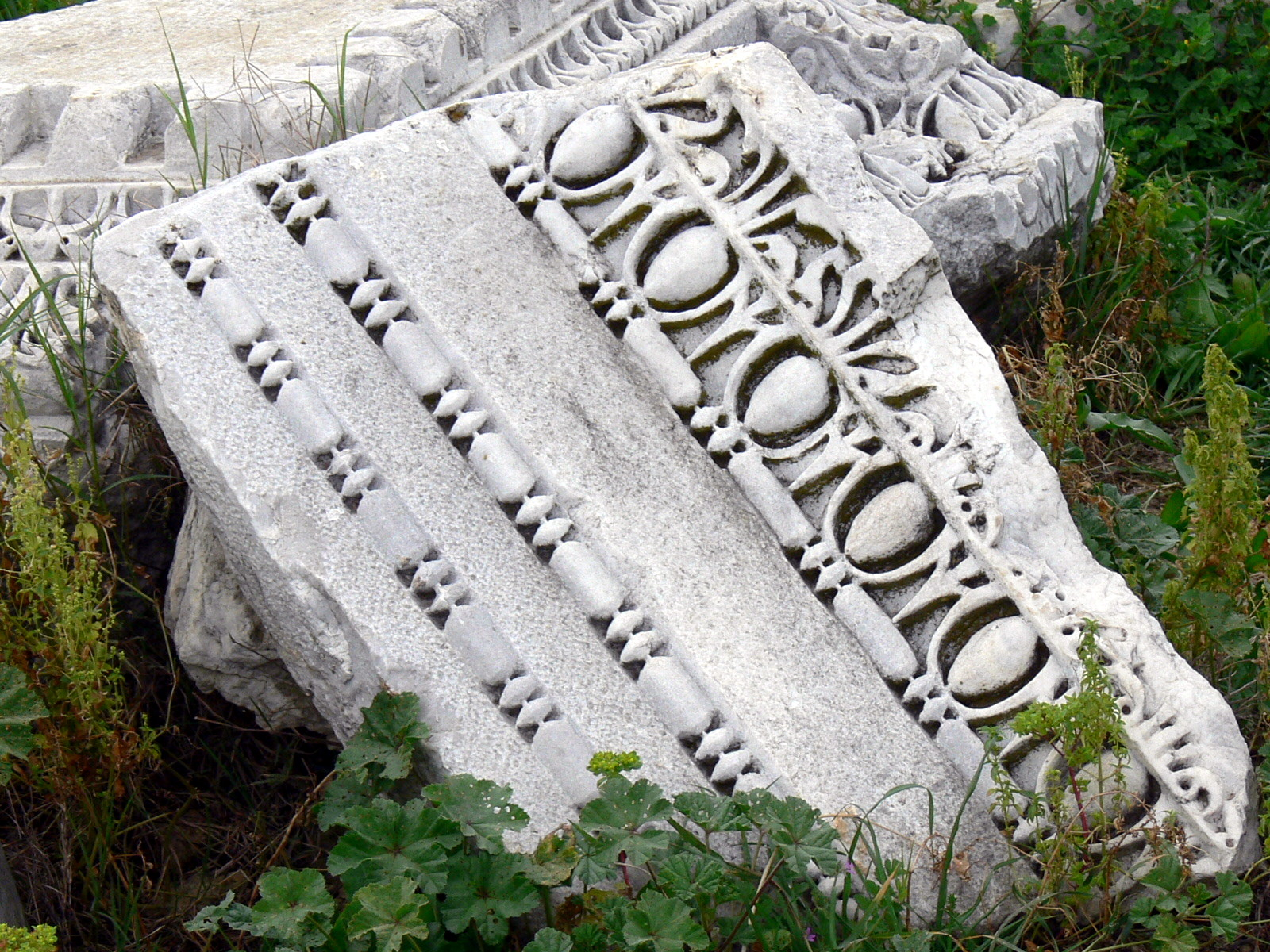
Архітектурний фрагмент з іоніками. Анталія

Іо́нік, о́ви (від лат. ovum — «яйце»), воло́ві о́чі — рельєфний орнамент у класичній та неокласичній архітектурі.

## Опис
Іонік — архітектурний орнамент з повторюваним мотивом у вигляді яйцеподібних опуклостей (еліпсоїдів) на капітелях і карнизах іонічного і коринфського ордерів.
Іоніки переважно застосовують для декорування карнизів і зв'язків між окремими частинами антаблемента в давньогрецьких і давньоримських ордерах, а також в архітектурі Відродження. У разі вузьких проміжків яйцеподібні опуклості відокремлені стрілкою, а у разі широких — листями аканта. Ови, оточені листям, називаються квітковими (фр. oves fleuronnés).